# ستيف أغار
ستيف أغار (بالإنجليزية: Steve Agar) هو منافس ألعاب قوى دومينيكاوي، ولد في 6 يونيو 1968.

## وصلات خارجية
- ستيف أغار على موقع الاتحاد الدولي لألعاب القوى (الإنجليزية)
- ستيف أغار على موقع اللجنة الأولمبية الدولية (الإنجليزية)
- ستيف أغار على موقع أوليمبيديا (الإنجليزية)